# Jardín de plantas tropicales de la Ciudad de Miyakojima
El Jardín de plantas tropicales de la Ciudad de Miyakojima en japonés : 宮古島市熱帯植物園 Miyakojima-shi Nettai Shokubutsuen, es un jardín botánico y arboreto de 120,000 m², en la isla Miyako, Japón.  

## Localización
Miyako-jima es una pequeña isla de 158.70 km² en el grupo de las islas Ryukyu. 
Miyakojima-shi Nettai Shokubutsuen 1166-286 Higashinakasonezoe Hirara, Miyakojima-shi, Okinawa-ken Miyako-jima, Japón. 
Planos y vistas satelitales.24°48′5″N 125°18′55″E / 24.80139, 125.31528
Se abre diariamente y la entrada es gratuita.

## Historia
El diseño paisajista del jardín botánico comenzó en 1967 en un sitio que antes de la guerra era un bosque de pinos de Ryūkyū.

## Colecciones
El jardín contiene ahora aproximadamente unas 1,600 especies de plantas y 40,000 árboles en un área de 120,000 m².
Abundantes variedades de Hibiscus y floridas buganvillas.
Colecciones de palmas, y plantas tropicales y subtropicales de diversas partes del mundo. 